# Лаврентьевское
Лаврентьевское — деревня в Чухломском муниципальном районе Костромской области. Входит в состав Повалихинского сельского поселения

## География
Находится в северной части Костромской области на расстоянии приблизительно 10 км на северо-восток по прямой от города Чухлома, административного центра района.

## История
Известна с 1622 года, когда было пожаловано Г. И. Майкову, участвовавшем в обороне Москвы от поляков. В местной усадьбе находился 2-х этажный барский дом, пруды и парк. Храмовый комплекс в деревне (тогда селе) включает каменную Рождественскую церковь (1838 год постройки) и Троицкую. В 1872 году здесь было учтено 10 дворов, в 1907 году — 8.

## Население
Постоянное население составляло 37 человек (1872 год), 27 (1897), 27 (1907), 32 в 2002 году (русские 100 %), 20 в 2022.